# Bookolabras
Bookolabras – najwyższy szaman u Awarów.
Bookolabras był odpowiedzialny za sprawy wagi państwowej. Przykład działań najwyższego szamana przynosi prawdopodobnie Kronika Grzegorza z Tours, informując o zabiegach szamana, który wywołał burzę w czasie bitwy, co przesądziło o zwycięstwie Awarów. Początkowo bookolabras pochodził zapewne z rodu kagana. Posiadał własną gepidzką służbę – rzecz w społecznościach koczowniczych niezwykła – być może wskutek kontaktu Awarów ze społeczeństwami posiadającymi wyodrębniony stan kapłański. 
Źródła bizantyjskie informują o konflikcie bookolabrasa z kaganem (podobno z powodu zbytniej poufałości szamana z haremem władcy) i jego ucieczce na ziemie Cesarstwa. Kagan ponawiał potem prośby o jego wydanie. Niewątpliwie może to świadczyć o chęci zemsty władcy. Jednocześnie może jednak wskazywać na trudną sytuację głowy państwa, w którym zabrakło nagle pośrednika zapewniającego poparcie bóstw i duchów opiekuńczych.